# Jeeves prende servizio
Jeeves prende servizio (Jeeves Takes Charge) è un racconto dello scrittore inglese P. G. Wodehouse, pubblicato per la prima volta in volume nel 1925 nella raccolta di racconti Avanti Jeeves!.

## Storia editoriale
Il racconto è stato pubblicato per la prima volta negli Stati Uniti, con le illustrazioni di Henry Raleigh, nel numero del 18 novembre 1916 della rivista The Saturday Evening Post. Successivamente è stato pubblicato nel Regno Unito, nel numero di aprile 1923 del mensile The Strand Magazine, con le illustrazioni di Arthur Wallis Mills, prima di essere raccolto nel volume Carry on, Jeeves nel 1925. Come gli altri racconti della raccolta Avanti Jeeves!, ha avuto tre traduzioni in lingua italiana nell'arco di 81 anni, a partire dal 1928.

## Trama
Bertie Wooster, l'io narrante, racconta le vicende seguite al primo incontro con Jeeves, assunto in sostituzione del suo precedente valletto Meadowes sorpreso più volte a rubare. Bertie è fidanzato con Fiorenza Craye, «una fanciulla dal profilo meraviglioso, ma immersa fino al collo nei più seri princìpi. Non posso darvi un'idea migliore della situazione che dicendovi che il libro da lei datomi da leggere era intitolato Tipi di teoria etica». Bertie riceve un telegramma col quale Fiorenza gli ordine di recarsi immediatamente nella residenza di campagna dello zio Willoughby a Easeby. Recatosi immediatamente a Easeby in compagnia di Jeeves, Bertie vi trova Fiorenza dalla quale apprende che suo zio Willoughby ha scritto un'autobiografia, Memorie di una lunga vita, «pieno di fatti che riguardano persone che oggi sono i prototipi del decoro, ma che sembra si siano comportati, quando erano a Londra, negli anni dall'ottanta al novanta, in una maniera che non sarebbe stata tollerata a bordo di una baleniera». Fiorenza ordina a Bertie di rubare il manoscritto e distruggerlo prima che sia spedito all'editore.
Bertie cerca di sottrarsi all'ordine di Fiorenza, per timore di essere scoperto dallo zio Willoughby. Minacciato da Fiorenza di rottura del fidanzamento, Bertie ruba il manoscritto dello zio. Viene però visto da Edwin, il fratello boy-scout di Fiorenza, il quale, per compiere la sua buona azione quotidiana, rivela allo zio Willoughby chi è l'autore del furto. Sarà Jeeves a risolvere l'ingarbugliata situazione spedendo il libro all'editore, provocando così la rottura del fidanzamento fra Fiorenza e Bertie («Secondo me, voi e la signorina Fiorenza non eravate ben accoppiati. La signorina ha un carattere molto risoluto e capriccioso, assolutamente opposto al vostro [...] Voi, signore, non sareste stato felice». Bertie licenzia Jeeves; l'indomani si rende conto che Jeeves aveva ragione e lo riassume («Avevo la sensazione di essere sul punto di diventare lo schiavo del mio domestico [...] D'altra parte, Jeeves era un uomo di grande intelligenza, e sarebbe stata in molte maniere una gran comodità avere qualcuno che pensasse per me»).

## Critica
Nonostante il titolo, non è il primo racconto in cui appare Jeeves, il quale in realtà è apparso per la prima volta, sia pure soltanto in due righe, nel racconto Il giovane Gussie si sbroglia (Extricating Young Gussie) del 1915, poi nella raccolta L'uomo con due piedi sinistri (The Man with Two Left Feet). È invece il primo racconto in cui appaiono Zia Agatha e Florence Craye. Come nelle altre opere di Wodehouse della serie "Jeeves e Bertie Wooster", per il linguista Robert Anderson Hall è il linguaggio la maggior fonte di ilarità e il segno distintivo dello stile di Wodehouse. Fonte di ilarità, in particolare, è il contrasto tra il registro linguistico del servitore (Jeeves) e quello del suo datore di lavoro (Bertie Wooster), a cui consegue talora quello che Kristin Thompson ha definito "translation device" ("dispositivo di traduzione"), ad esempio con il ricorso alla metalessi allorché Bertie ripete con un linguaggio colloquiale le affermazioni di Jeeves quasi volesse tradurre per i presenti ciò che è stato espresso poco prima in una lingua straniera o quanto meno poco comprensibile. Nel racconto molti, molti problemi nascono dall'attività di Edwin, il fratello preadolescente di Florence Craye. Osserva Guido Almansi che, all'opposto di Jean-Jacques Rousseau per il quale l'infante nasce in uno stato d'innocenza e viene lentamente guastato dalla civiltà, per Wodehouse il bambino, specie se di sesso maschile, nasce malvagio e arriva alla grazia dell'innocenza solo con la fine dell'età acerba.

## Edizioni

### In lingua inglese
- (EN) Jeeves Takes Charge, in Carry On, Jeeves, London, Herbert Jenkins, 1925.
- (EN) Jeeves Takes Charge, in Carry on, Jeeves, Leipzig, B. Tauchnitz, 1925.
- (EN) Jeeves Takes Charge, in Carry On, Jeeves, New York, George H. Doran, 1927.

### Traduzioni in italiano
- Jeeves prende servizio, in Avanti, Jeeves!: romanzo umoristico inglese, traduzione di Silvio Spaventa Filippi, Milano, Monanni, 1928.
- Jeeves prende servizio, in Avanti, Jeeves!: romanzo umoristico inglese, traduzione di Silvio Spaventa Filippi, Milano, Bietti, 1933.
- Jeeves prende servizio, in Avanti, Jeeves, traduzione di Franco Salvatorelli, Milano, Mursia, 1991, ISBN 88-425-2680-0.
- Jeeves prende servizio, in Avanti, Jeeves!, traduzione di Silvio Spaventa Filippi; revisione di Claudio Redi, Milano, Bietti, 1973,  pp. 5-31.
- Jeeves prende servizio, in Avanti, Jeeves, traduzione di Tracy Lord, Milano, Polillo, 2011, ISBN 978-88-8154-293-2.